# Барзи-сюр-Марн
Барзи-сюр-Ма́рн (фр. Barzy-sur-Marne) — коммуна во Франции, находится в регионе Пикардия. Департамент коммуны — Эна. Входит в состав кантона Эссом-сюр-Марн. Округ коммуны — Шато-Тьерри.
Код INSEE коммуны — 02051.

## Население
Население коммуны на 2010 год составляло 386 человек.
| 1962 | 1968 | 1975 | 1982 | 1990 | 1999 | 2010 |
| ---- | ---- | ---- | ---- | ---- | ---- | ---- |
| 220  | 231  | 248  | 316  | 359  | 356  | 386  |

## Экономика
В 2010 году среди 244 человек трудоспособного возраста (15—64 лет) 179 были экономически активными, 65 — неактивными (показатель активности — 73,4 %, в 1999 году было 71,2 %). Из 179 активных жителей работали 160 человек (87 мужчин и 73 женщины), безработных было 19 (10 мужчин и 9 женщин). Среди 65 неактивных 14 человек были учениками или студентами, 30 — пенсионерами, 21 были неактивными по другим причинам.